# Міністерство загального машинобудування СРСР
Міністерство загального машинобудування СРСР — державний орган, загальносоюзне міністерство в рамках Ради Міністрів, що відповідав за забезпечення всіх космічних робіт у СРСР.
Утворено 2 квітня 1955.
| Горемикін Петро Миколайович | 2 квітня 1955 | 10 травня 1957 |

10 травня 1957 об'єднано з Міністерством оборонної промисловості СРСР.
Знову утворено 2 березня 1965 Указом Президії Верховної Ради СРСР.
| Афанасьєв Сергій Олександрович | 2 березня 1965  | 8 квітня 1983     |
| Бакланов, Олег Дмитрович       | 8 квітня 1983   | 25 березня 1988   |
| Догужіев Віталій Хуссейновіч   | 25 березня 1988 | 7 червня 1989     |
| Шишкін Олег Миколайович        | 17 липня 1989   | 26 листопада 1991 |

Утворено у 1965 Наказом Президії Верховної Ради СРСР.
Міністерство загального машинобудування (МЗМ) об'єднувало та координувало роботу величезної кількості підприємств та наукових організацій, «зав'язаних» на космічній тематиці та ракетно-ядерному озброєнні.
Скасовано 26 листопада 1991.
Наступником Міністерства у Росії стало Федеральне космічне агентство.